# Acolhimento institucional
Em serviço social, acolhimento institucional é todo serviço de assistência social que permite a pessoas vulneráveis o abrigamento em instituições por períodos diversos. É um dos serviços do Sistema Único de Assistência Social (SUAS), considerado como de alta complexidade. Seu oposto, o acolhimento familiar, é considerado preferencial, por proporcionar maior contato com os contextos familiar e comunitário.

## Características
O acolhimento institucional é oferecido obrigatoriamente em unidades inseridas na comunidade, e deve possuir características residenciais. Apesar de ser conhecido, por conta do Estatuto da Criança e do Adolescente (ECA), apenas como local para abrigamento de crianças, o acolhimento institucional é ofertado para todo tipo de pessoa que venha a sofrer alguma violação de direito. Nesses grupos se incluem os idosos, as mulheres vítimas de violência doméstica, famílias que passaram por desastres naturais e pessoas com deficiência.

## Modalidades
O abrigo institucional é indicado para todos os tipos de grupos vulneráveis, exceto as pessoas com deficiência, que são encaminhadas para residências inclusivas. Já a casa de passagem é reservada para adultos e famílias vulneráveis. Diante da possibilidade de permanência por mais tempo e das especificidades etárias, a casa lar é o modelo indicado para crianças, adolescentes e idosos.
| Público-alvo/ Modalidade de acolhimento | Casa lar | Casa de Passagem | Residência inclusiva | Abrigo institucional |
| --------------------------------------- | -------- | ---------------- | -------------------- | -------------------- |
| Crianças e adolescentes                 | X        |                  |                      | X                    |
| Adultos e famílias                      |          | X                |                      | X                    |
| Mulheres em situação de violência       |          |                  |                      | X                    |
| Pessoas com deficiência                 |          |                  | X                    |                      |
| Idosos                                  | X        |                  |                      | X                    |